# El Peñol
El Peñol est une municipalité située dans le département d'Antioquia, en Colombie.

## Personnalités liées
- David Ramirez-Gomez, artiste colombien y est né en 1981